# Changhong

Logo marki CHiQ

Sichuan Changhong Electric Co., Ltd. (chiń. 四川长虹电器股份有限公司) – chińskie przedsiębiorstwo elektroniczne, zajmujące się produkcją sprzętu RTV i AGD, z siedzibą w Mianyang (prowincja Syczuan).
Przedsiębiorstwo zostało założone w 1958 roku. W 1972 r. wyprodukowało pierwszy w Chinach kolorowy telewizor. W 1998 r. wkroczyło na rynek indonezyjski, od 2006 r. działa na rynku europejskim. Przedsiębiorstwo otworzyło europejską fabrykę w Nymburku w Czechach. Changhong jest właścicielem międzynarodowej marki CHiQ. 
Oferta przedsiębiorstwa obejmuje sprzęt RTV i AGD, w tym telewizory, lodówki i klimatyzatory, a także projektory i odtwarzacze DVD oraz podzespoły elektroniczne i baterie. Changhong wprowadził na rynek również telefony komórkowe (smartfony).